# Гримм, Филипп Вильгельм
Филипп Вильгельм Гримм (нем. Philipp Wilhelm Grimm, 19 сентября 1751, Ханау — 10 января 1796, Штайнау-ан-дер-Штрасе) — немецкий юрист, отец братьев Гримм.

## Биография
Родился в семье пастора городка Штайнау-ан-дер-Штрасе Фридриха Гримма Младшего (1707—1777) и Кристины Елизаветы Хайльманн (1715—1754). Изучал право в Высшей ландшколе г. Ханау, Высшей школе г. Херборн и на юридическом факультете Марбургского университета. В 1778 году получил должность адвоката в Надворном суде г. Ханау. Вскоре перешёл на службу в магистрат, где в 1782 году занял должность городского регистратора, а в 1787 году пост Городского секретаря. Одновременно с этим в 1782 году получил должность земского регистратора амта Бюшенталь (нем. Büchertal) в графстве Ханау. В 1791 году оставил прежние посты в связи с получением должности амтмана округа Штайнау, куда и переехал вместе со своей супругой и пятью сыновьями: Якобом, Вильгельмом, Карлом, Фердинандом и Людвигом. В Штайнау Ф. В. Гримм также совмещал несколько должностей: он был не только главным чиновником округа, но вместе с тем земским судьёй и местным нотариусом. Такая большая нагрузка вынуждала его посвящать службе буквально всё время, несмотря на усталость или болезни. В 1796 году полученная им обычная простуда развилась в двустороннюю пневмонию, от которой он и скончался в возрасте 44 лет, в расцвете сил и карьеры. Большой дом, построенный для амтмана Гримма в центре Штайнау, сегодня является мемориальным музеем братьев Гримм.